# 丽江绿绒蒿
丽江绿绒蒿（学名：Meconopsis forrestii），为罂粟科绿绒蒿属下的一个植物种。